# Perhonjoki
La rivière de Perho (finnois : Perhonjoki) est un cours d'eau d'Ostrobotnie centrale en Finlande,.

## Description
La rivière prend sa source à l'est de Perho dans une crête du Suomenselkä.
De là, elle coule d'abord vers l'ouest, puis en direction nord-ouest.
Elle traverse le lac Haapajärvi, puis reçoit son plus grand affluent, le Halsuanjoki, avant de traverser Veteli et Kaustinen.
Plus en aval, la rivière traverse le lac Isojärvi et atteint finalement le golfe de Botnie à quelques kilomètres au nord de Kokkola.